# Kandai Dua
Kandai Dua is een bestuurslaag in het regentschap Dompu van de provincie West-Nusa Tenggara, Indonesië. Kandai Dua telt 7340 inwoners (volkstelling 2010).